# Kryteria bilansowości
Kryteria bilansowości – warunki, jakie powinno spełniać nagromadzenie kopaliny, aby mogło być uznane za złoże. Pojęcie to było znane na gruncie nieobowiązującej już ustawy z dnia 4 lutego 1994 r. – Prawo geologiczne i górnicze (tekst jednolity opubl. w Dz.U. 2005, nr 228, poz. 1947 – ze zm.). Nowa ustawa Prawo geologiczne i górnicze z 9 czerwca 2011 r. zastąpiła kryteria bilansowości pojęciem granicznych wartości parametrów definiujących złoże
Kryteria bilansowości obejmują:
- warunki geologiczno-górnicze,
- parametry techniczno-jakościowe,
- wskaźniki ekonomiczne złoża.